# Xiuying

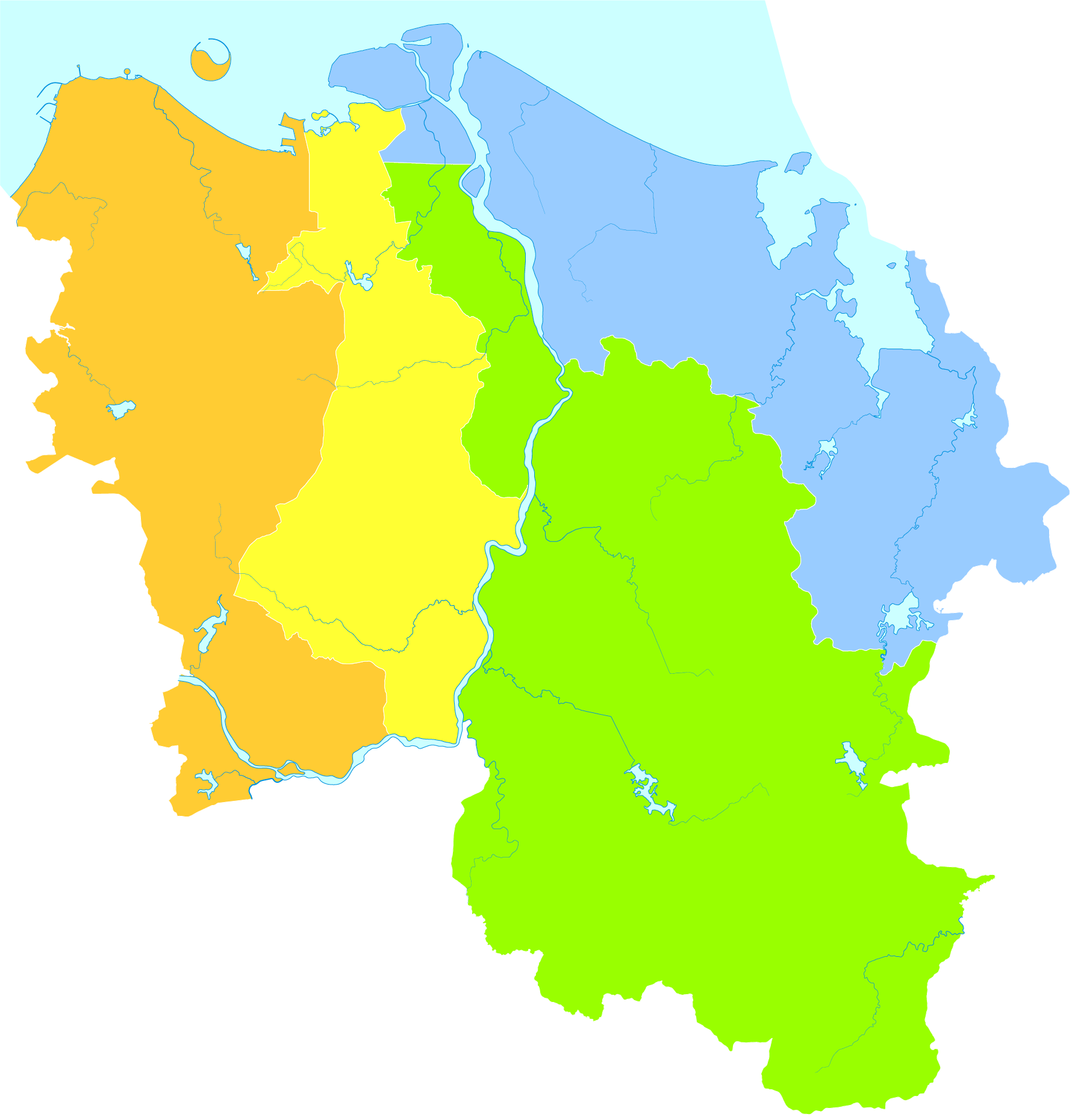
Xiuying im Westen von Haikou

Xiuying (秀英区,  Xiùyīng Qū) ist der westliche chinesische Stadtbezirk der bezirksfreien Stadt Haikou im Norden der Provinz Hainan. Er hat eine Fläche von 493,4 km² und zählt 567.108 Einwohner (Stand: Zensus 2020). 2002 waren es noch 290.000 Einwohner.